# James Thurber
James Thurber, född 8 december 1894 i Columbus i Ohio, död 2 november 1961 i New York, var en amerikansk författare och tecknare.